# Temperatuurgradiënt
De temperatuurgradiënt is een gradiënt die beschrijft in welke richting en hoe sterk de temperatuur op één bepaalde plek het snelst verandert. Deze gradiënt is een dimensionale grootheid die bij gebruik van SI - eenheden wordt uitgedrukt in kelvin per meter.

## Wiskundige beschrijving
Aangenomen kan worden dat de temperatuur T een intensieve grootheid is, wat wil zeggen een continue en differentieerbare, enkelwaardige functie in de driedimensionale ruimte (in dit verband vaak scalair veld genoemd), ofwel:
{\displaystyle T=T(x,y,z)}
waarbij x, y en z binnen het Cartesisch coördinatenstelsel de coördinaten zijn van de betreffende plek. De temperatuurgradiënt is dan de vectorgrootheid die als volgt kan worden gedefinieerd:
{\displaystyle {\boldsymbol {\nabla }}T=\left({\frac {\partial T}{\partial x}},{\frac {\partial T}{\partial y}},{\frac {\partial T}{\partial z}}\right)}

## Toepassingen
Bij het opstellen van weer- en klimaatmodellen spelen temperatuurgradiënten een grote rol. Door de absorptie van zonlicht op en in de buurt van het aardoppervlak neemt de verticale temperatuurgradiënt toe, hetgeen kan leiden tot convectie (de vorming van wolken en neerslag). Bekeken op wereldschaal betekent dit dat de dynamiek van de atmosfeer kan worden beschouwd als een poging om het warmteverschil tussen de polen en de evenaar enigszins te compenseren, door een herverdeling van de warme en koude lucht (en van water). Temperatuurgradiënten spelen daarnaast een belangrijke rol in de geologie en de geothermie en bij zaken als diffusie, warmtestraling en warmtegeleiding. In een scheidingswand tussen twee ruimtes is de temperatuurgadiënt het verloop van de temperatuur in die scheidingswand (als gevolg van een temperatuursverschil tussen de twee ruimtes) als functie van de plaats in die scheidingswand.